# James Wadsworth (Politiker, 1730)
James Wadsworth (* 8. Juli 1730 in Durham, Middlesex County, Colony of Connecticut; † 22. September 1817 ebenda) war ein US-amerikanischer Politiker, der als Delegierter aus Connecticut am Kontinentalkongress teilnahm.
Nach einem umfassenden Studium der Anglistik machte James Wadsworth im Jahr 1748 seinen Abschluss am Yale College. Anschließend ließ er sich zum Juristen ausbilden und wurde in die Anwaltskammer aufgenommen. Von 1756 bis 1786 war er als Town Clerk in der Verwaltung seiner Heimatstadt Durham tätig; im Jahr 1762 fungierte er dort außerdem als Friedensrichter. 1773 wurde er zum Richter am Bezirksgericht des New Haven County ernannt, dessen Vorsitz er fünf Jahre darauf übernahm. Im Verlauf der amerikanischen Revolution schloss sich Wadsworth einem örtlichen Committee of Safety an. Diese Gremien übernahmen im Lauf der Zeit die eigentliche lokale Verwaltung von den britischen Kolonialbehörden. In der Kontinentalarmee bekleidete er während des Unabhängigkeitskrieges den Rang eines Colonel, in der Miliz stieg er bis zum Generalmajor auf.
Im Jahr 1784 wurde Wadsworth als Delegierter seines Staates zu den Sitzungen des Kontinentalkongresses entsandt, der zu dieser Zeit in Annapolis und Trenton tagte. Zwischen 1785 und 1789 gehörte er dem Executive Council von Connecticut an; in den Jahren 1786 bis 1787 fungierte er als staatlicher Rechnungsprüfer (State Comptroller). Er war außerdem Mitglied des Konvents, der 1788 für Connecticut die Verfassung der Vereinigten Staaten ratifizierte, stimmte dabei aber selbst gegen deren Annahme. Anschließend übte Wadsworth keine öffentlichen Ämter mehr aus. Sein Urgroßneffe, der ebenfalls den Namen James Wadsworth trug, war von 1851 bis 1852 Bürgermeister der Stadt Buffalo.